# Birnenhonig

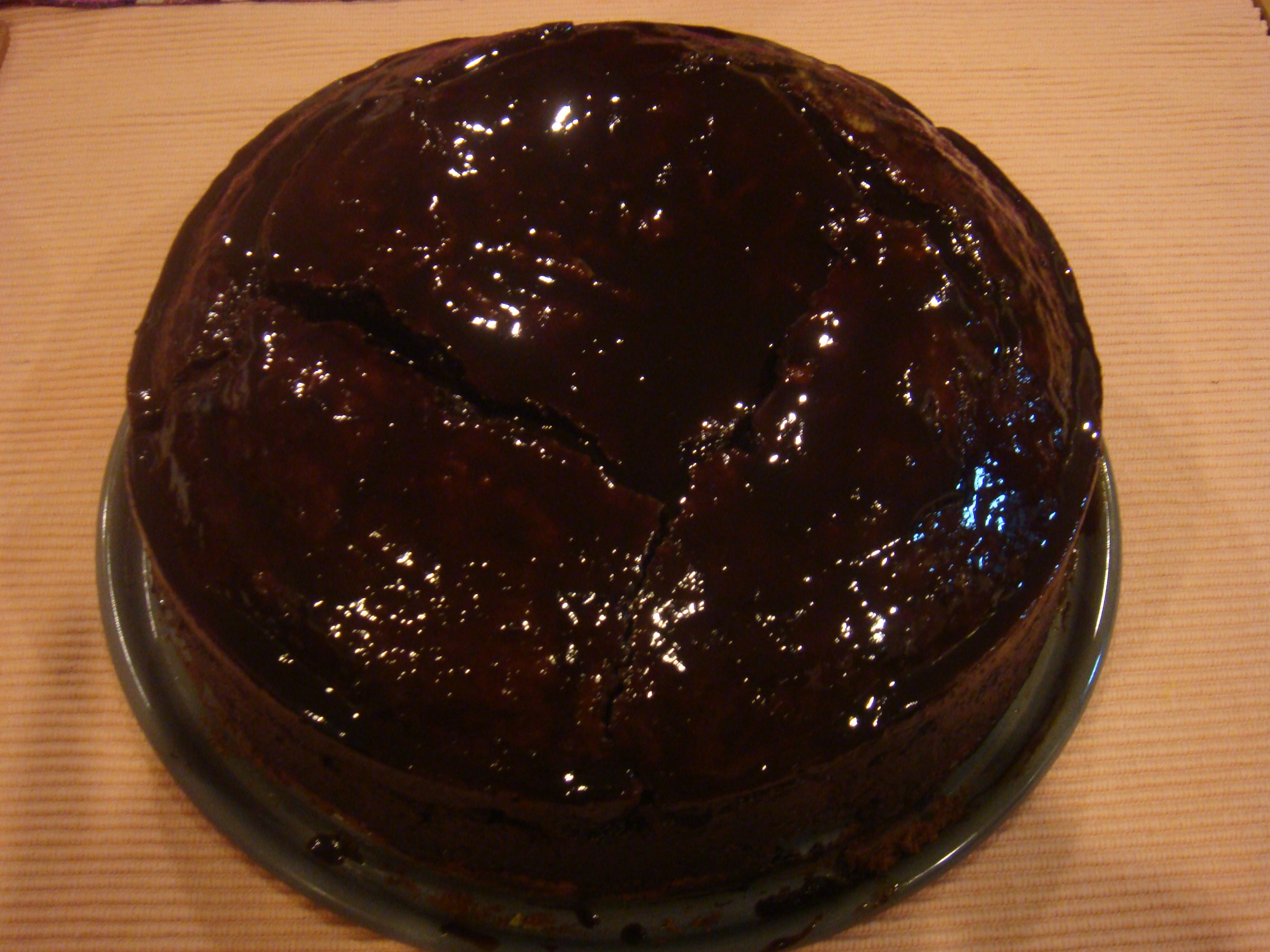
Lebkuchen mit einer Glasur aus Birnenhonig

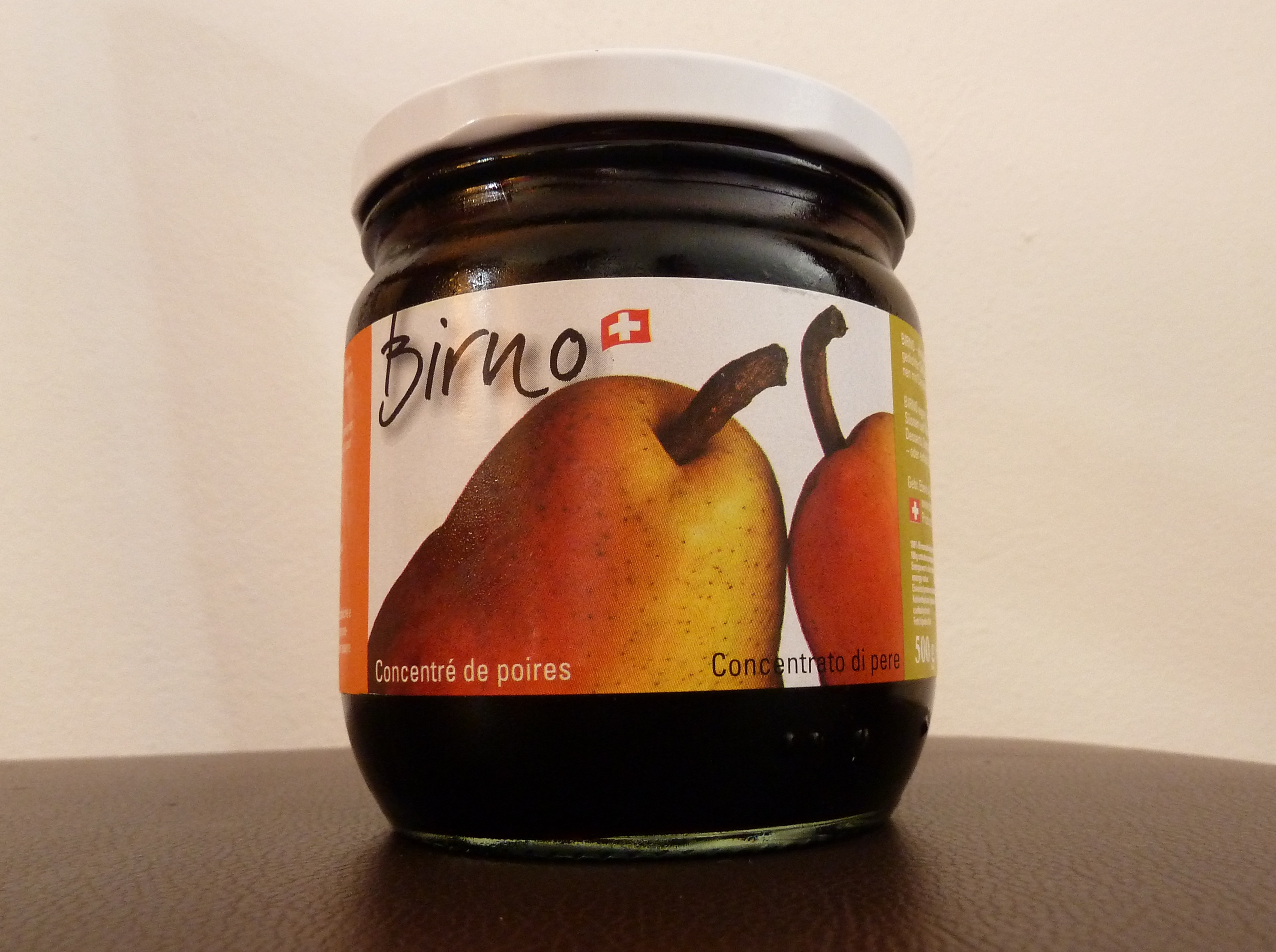
Verpackter Birnenhonig

Birnenhonig, auch Birnel, Birnenkraut, Birnendicksaft, Birehung, Birnenkonzentrat sowie in der Westschweiz auch Vin Cuit genannt (nicht zu verwechseln mit dem provenzalischen Vin cuit de Provence), ist ein opaker, dickflüssiger, brauner bis schwarzbrauner, eingedickter Fruchtsaft aus Birnen – manchmal werden dafür auch Äpfel verwendet –, der hauptsächlich in der Zentralschweiz vorkommt. Er wird u. a. auch in den Kantonen Waadt, Freiburg,  Neuenburg und Jura hergestellt.
Birnenhonig war schon im Mittelalter bekannt, bevor man Mitte des 18. Jahrhunderts industriell Zucker und damit Marmeladen herstellen konnte.

## Verwendung
Birnenhonig wird heutzutage vor allem als Brotaufstrich oder zur Versüssung bzw. als Zutat im Luzerner Lebkuchen verwendet. Er dient aber oftmals auch als Kombination zu Gschwellti (gekochten Kartoffeln) oder Ziger. Im Zweiten Weltkrieg war Birnenhonigmilch eine Alternative zu Milchkaffee wegen der Knappheit von Bohnenkaffee. Bevor Zucker verbreitet war, wurde in bestimmten Regionen Birnenhonig den Bienen als Zuckernahrung gefüttert.